# La fenaison en Auvergne
La fenaison en Auvergne é uma pintura de Rosa Bonheur criada em 1855.
Um óleo sobre tela, representa agricultores ocupados em torno de uma carroça de feno puxada por bois durante a produção de feno em Auvergne .
A obra foi exibida na Exposição Universal de 1855, em Paris, e faz parte das coleções do Musée d'Orsay. Está atualmente depositada no Château de Fontainebleau, em Seine-et-Marne .